# Бирла (Бістріца-Несеуд)
Бирла (рум. Bârla) — село у повіті Бистриця-Несеуд в Румунії. Входить до складу комуни Мерішелу.
Село розташоване на відстані 310 км на північ від Бухареста, 14 км на південь від Бистриці, 77 км на схід від Клуж-Напоки.

## Населення
За даними перепису населення 2002 року у селі проживали 385 осіб, з них 383 особи (99,5%) румунів. Рідною мовою 384 особи (99,7%) назвали румунську.